# Theodor Christlieb
Theodor Christlieb (* 7. März 1833 in Birkenfeld, Schwarzwald; † 15. August 1889 in Bonn) war ein evangelischer Theologe, Pfarrer und Professor für Praktische Theologie in Bonn. Zusammen mit Gustav Warneck gilt er als Begründer der modernen Missionswissenschaften und als eine der Gründerfiguren der deutschen Gemeinschaftsbewegung.

## Leben und Wirken

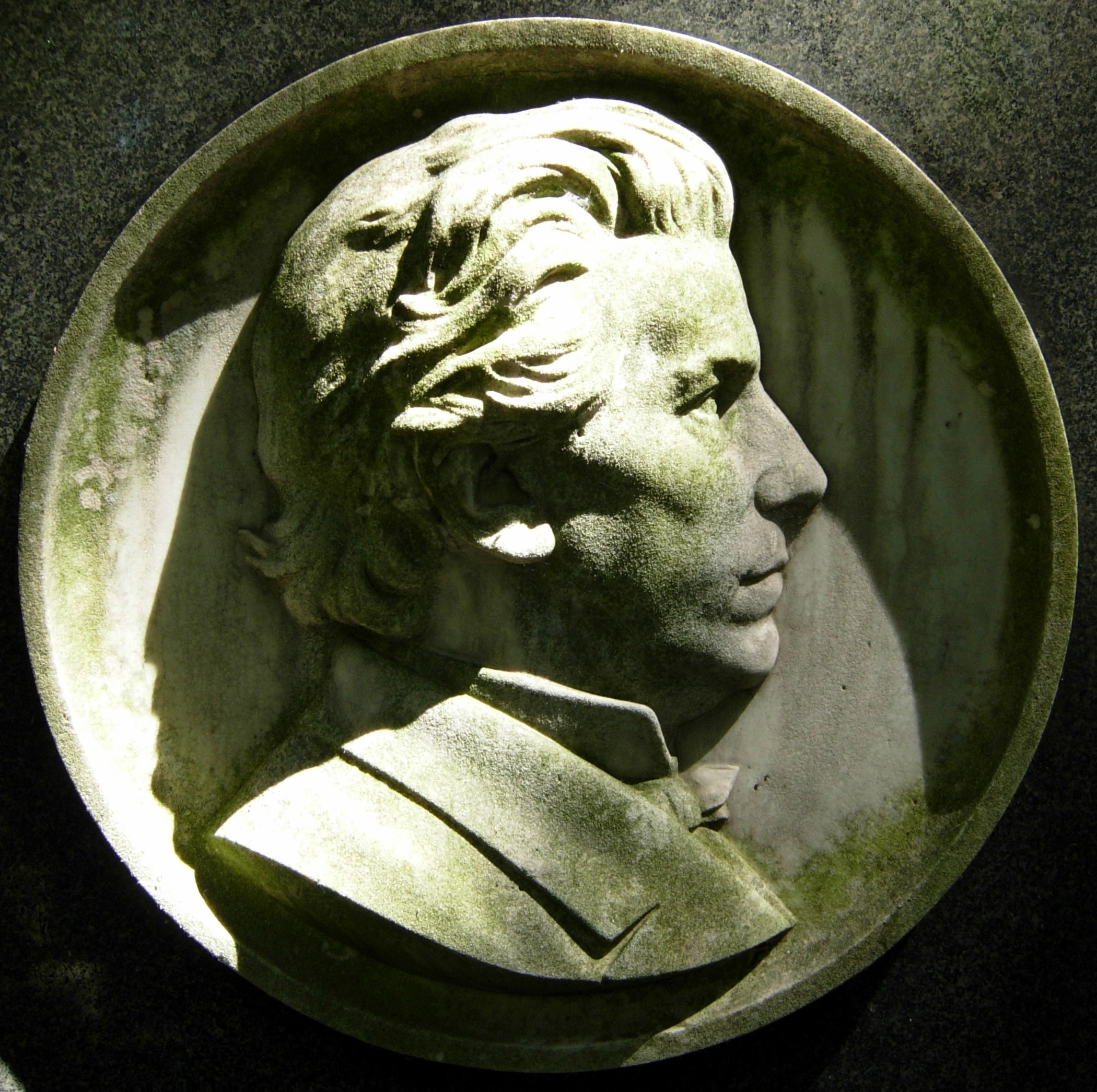
Küppers: Theodor Christlieb

August Theodor Christlieb wurde als Sohn des evangelischen Pfarrers Heinrich Christlieb (1797–1873) und der Pfarrerstochter Amalie Schmoller geboren. Wenige Jahre nach der Geburt zog die Familie von Birkenfeld bei Pforzheim nach Heidenheim an der Brenz, wo sie nur kurze Zeit verblieb. 1845 wurde der Vater als Dekan nach Ludwigsburg versetzt. Von dort aus besuchte Christlieb das Gymnasium zuerst in Tübingen und dann in Maulbronn. Das Studium der Theologie am Tübinger Stift absolvierte er von 1851 bis 1855. Er wurde zunächst Vikar in Ludwigsburg und dann Pfarrverweser in Ruit auf den Fildern bei Stuttgart. Er erwarb 1857 den philosophischen Doktorgrad in Tübingen mit einer Arbeit über den frühmittelalterlichen Theologen Johannes Scotus Eriugena (Erigena). In der Dissertation Das System des Johannes Scotus Erigena in seinem Zusammenhang mit dem Neuplatonismus, Pseudodionysius und Maximus Confessor erarbeitete er entgegen einer älteren Auffassung, die Erigena als Begründer der Scholastik ansah, das bis heute gültige Verständnis des mittelalterlichen Theologen als Vermittlers der neuplatonischen Mystik des Pseudo-Dionysius Areopagita an das Abendland und als Begründers einer auf neuplatonischen Voraussetzungen beruhenden spekulativen Philosophie.
Von 1858 bis 1865 war Christlieb Pfarrer einer deutschen Gemeinde im Londoner Stadtteil Islington, dann von 1865 bis 1868 Pfarrer in Friedrichshafen am Bodensee. Von 1868 bis zu seinem Tod war er schließlich 21 Jahre lang Professor für Praktische Theologie und Universitätsprediger an der Rheinischen Friedrich-Wilhelms-Universität Bonn.
Christlieb hatte in Tübingen den philosophischen Doktorgrad erworben, nie aber eine theologische Qualifikationsschrift vorgelegt, daher war er nach seiner Berufung nach Bonn zunächst noch kein stimmberechtigtes Vollmitglied der Fakultät. Nachdem er jedoch im Mai 1870 von der Universität Berlin zum theologischen Ehrendoktor promoviert worden war, konnte er Vollmitglied seiner Fakultät werden. Hier war er auch mehrfach Dekan, Berufungen an andere Universitäten lehnte er ab.
Christlieb ist Vertreter eines auf persönlichem Glauben und Bekehrung gegründeten Christentums, das er in der modernen Welt zu verteidigen und zu verbreiten suchte. So wird berichtet, dass er vor den Studenten auf seinen Namen hinwies, um zu unterstreichen, dass persönlicher Glaube wichtiger sei als wissenschaftliche Bildung: „Mein Name ist Christlieb, und das soll auch mein Programm sein, denn Christum lieben ist besser als alles Wissen.“ Nach dem Urteil von J. F. G. Goeters hat Christlieb „in der Geschichte seiner Disziplin“, der Praktischen Theologie, „fortwirkende Spuren nur in ganz begrenztem Maße hinterlassen“, obwohl „er, dem der praktische Lehrbetrieb mehr galt als wissenschaftlicher Ruhm, doch zu seiner Zeit ein in jeder Beziehung respektabler Vertreter seines Faches gewesen“ sei. Von weniger gläubigen Zeitgenossen wurde Christlieb freilich etwa wegen seiner Ausführungen zu Bileams redender Eselin verspottet und u. a. mit dem „Sonnenschieber“ Gustav Knak in eine Reihe gestellt.
Christlieb kann unter anderem als Mitbegründer der Missionswissenschaft gelten, zu der er einige frühe Beiträge leistete und der er gemeinsam mit Gustav Warneck in der Allgemeinen Missionszeitschrift ein Publikationsorgan schuf. Sein Anliegen war aber nicht nur die äußere Mission, sondern auch die Mission im Inneren, zu der er in der Organisation von Gemeinschaftsbewegung und Evangelisation beitrug. Erfahrungen aus seiner Londoner Zeit, in der er mit der angelsächsischen Erweckungsbewegung und frühen Allianz-Bestrebungen in Berührung gekommen war, waren dabei gewiss hilfreich. Gemeinsam mit dem Hofprediger Adolf Stoecker setzte er sich für die erste deutsche Großevangelisation in Berlin 1882 mit dem Deutsch-Amerikaner Friedrich von Schlümbach ein. Die ersten Evangelisationen von Elias Schrenk, dem „Vater der Evangelisation in Deutschland“, wurden wesentlich von Christlieb mitinitiiert. Zusammen mit Schrenk galt Christlieb fortan als einer der Väter der sogenannten Gemeinschaftsbewegung. 1884 wurde unter seiner Mithilfe der Deutsche Evangelisationsverein gegründet, 1886 die Evangelistenschule Johanneum in Bonn eröffnet.
Durch Christlieb erwachte in Deutschland gegen Ende des 19. Jahrhunderts ein Interesse an der Idee ärztlicher Missionstätigkeit in nicht christlich geprägten Ländern. Auf der Generalkonferenz der evangelischen Allianz im September 1879 thematisierte Christlieb in Basel die Frage nach deutschen Missionsärzten und deutschen medizinischen Missionsgesellschaften und betonte die Notwendigkeit, nicht nur das Evangelium, sondern auch die Segnungen moderner Medizin auch den Menschen in den Missionsgebieten zukommen zu lassen.
Trotz der Nähe zu freikirchlichen Kreisen war und blieb Christlieb aktives Mitglied der Evangelischen Kirche. Er gehörte der evangelischen Gemeinde Bonn an und war Landessynodaler der rheinischen Kirchenprovinz innerhalb der Evangelischen Kirche der altpreußischen Union, die er auch zeitweise auf der Generalsynode in Berlin vertrat.

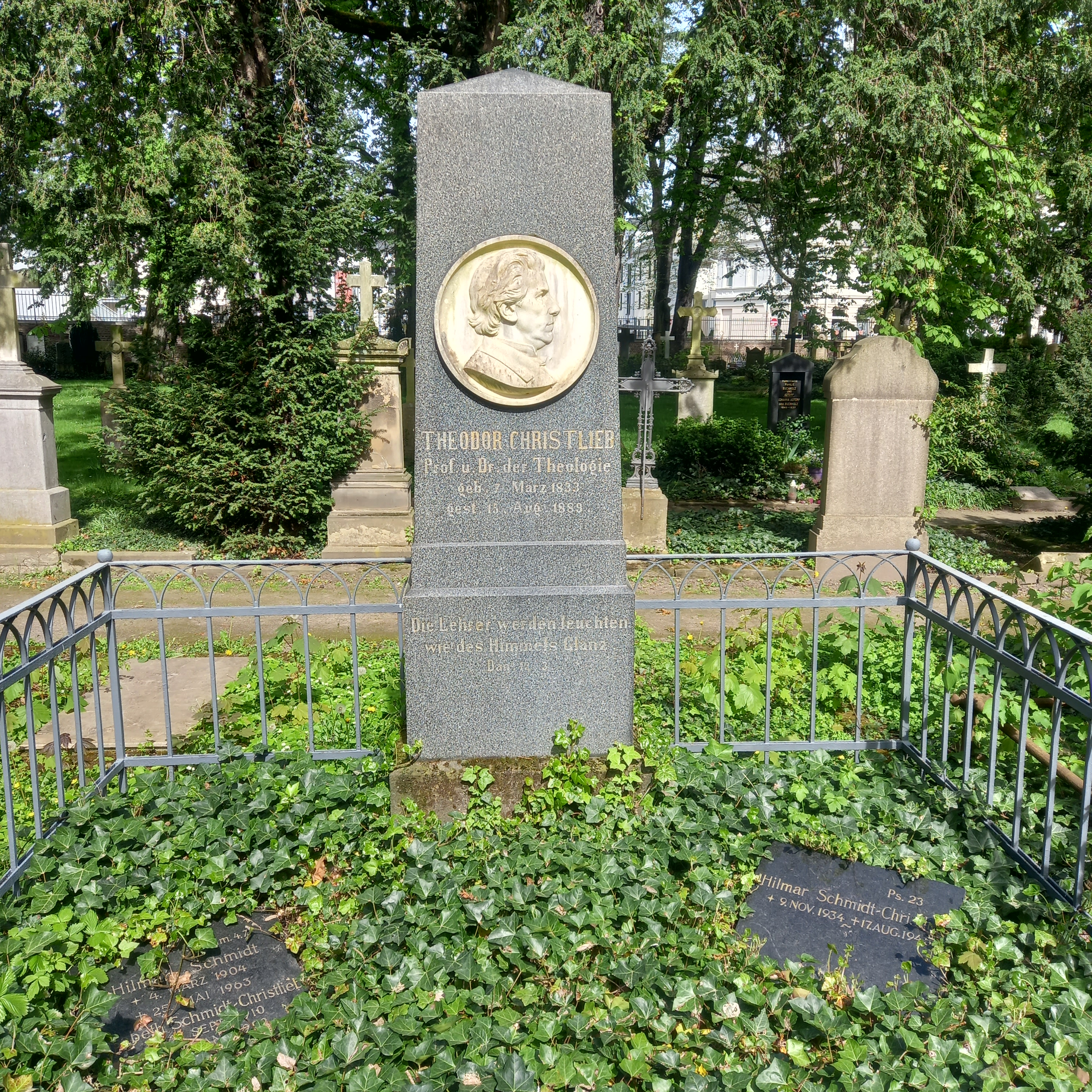
Das Grab von Theodor Christlieb auf dem Alten Friedhof in Bonn

Theodor Christlieb verstarb 1889 an einem Nierenkrebsleiden. Die Emeritierung erreichte er nicht; am Ende des Sommersemesters 1889 musste er krankheitshalber um Urlaub bitten. Sein Grab befindet sich auf dem Alten Friedhof in Bonn.

## Familie
In die Londoner Zeit fällt die Eheschließung mit Emily Weitbrecht, der Tochter des Indien-Missionars Johann Jakob Weitbrecht und Schwester des ebenfalls als Missionar tätigen Herbert Udny Weitbrecht, der bei ihm studierte und mit dem er einige Publikationen herausgab. Aus der Ehe sollten sechs Kinder, drei Söhne und drei Töchter, hervorgehen. Sein Sohn Alfred Christlieb (1868–1934) wurde Pfarrer in dem oberbergischen Dorf Heidberg (heute Gemeinde Reichshof). Er war ein in Allianzkreisen überregional bekannter Prediger und Seelsorger, dessen Schriften lange über seinen Tod nachwirkten, zum Teil bis heute.

## Auszeichnungen
- 7. Mai 1870: Einstimmige Ehrenpromotion von Christlieb zum Doktor der Theologie durch die theologische Fakultät der Universität Berlin, wobei „auf dessen rühmlichst bekanntes Werk über den mittelalterlichen Philosophen Johannes Scotus Erigena und seine erfolgreiche Thätigkeit als Homiletiker besonderes Gewicht“ gelegt wurde.[7] – Christliebs Ruf als Prediger gründete auf Vorträgen, die er noch als Stadtpfarrer von Friedrichshafen zuletzt in St. Gallen gehalten hat und die 1870 in zweiter erweiterter Auflage unter dem Titel Moderne Zweifel am christlichen Glauben für ernstlich Suchende erschienen sind.[8]
- 1872: Verleihung des Olga-Ordens.[9]

## Publikationen
- Leben und Lehre des Johannes Scotus Erigena in ihrem Zusammenhang mit der vorhergehenden und unter Angabe ihrer Berührungspuncte mit der neueren Philosophie und Theologie. Besser, Gotha 1860. (Digitalisat) (Erweiterte Druckfassung der philosophischen Dissertation von 1857).
- Moderne Zweifel am christlichen Glauben für ernstlich Suchende erörtert, Marcus, Bonn (2. Auflage) 1870; De Gruyter, 2021, ISBN 978-3-11-239953-8 (Digitalisat)
- Über die Bekämpfung des Unglaubens. Ein Vortrag gehalten bei der Versammlung der Evangelischen Allianz in New York, Amerikanische Traktatgesellschaft, New York [1873].
- Der gegenwärtige Stand der evangelischen Heidenmission. Eine Weltüberschau. Bertelsmann, Gütersloh 1879 (Digitalisat)
- Protestant Foreign Missions, 1880.
- Die Bildung evangelistisch begabter Männer zum Gehilfendienst am Wort und dessen Angliederung an den Organismus der Kirche. Vortrag auf der allgemeinen kirchlichen Konferenz in der Wuppertaler Festwoche am 9. August 1888 zu Barmen gehalten. Ernst Röttger, Kassel [o. J.] (Digitalisat)
- Homiletik, Vorlesungen hrsg. von Theodor Haarbeck, Basel 1893.